# 그리핀 오닐
그리핀 오닐(Griffin O'Neal, 1964년 10월 28일 ~ )은 미국의 배우이다.

## 영화
- 굴리스 3 (1991년)
- 라이더의 처형 (1986년)
- 죽음의 만우절 (1986년) - 스킵 세인트존 역
- Hadley's Rebellion (1987) - 해들리 히크먼 역
- 이스케이프 아티스트 (1982년)